# Mantoida maya
Mantoida maya är en bönsyrseart som beskrevs av Henri Saussure och Leo Zehntner 1894. Mantoida maya ingår i släktet Mantoida och familjen Mantoididae. Inga underarter finns listade i Catalogue of Life.